# Ципи
Ципи (груз. წიფი) — село в Грузии, на территории Харагаульского муниципалитета края (мхаре) Имеретия.

## География
Село находится в западной части Грузии, к востоку от реки Чхеримелы, на расстоянии приблизительно 3 километров (по прямой) к северо-востоку от посёлка городского типа Харагаули, административного центра муниципалитета. Абсолютная высота — 511 метров над уровнем моря.

## Население
По результатам официальной переписи населения 2014 года, в Ципи проживало 27 человек (14 мужчин и 13 женщин). В национальной структуре населения грузины составляли 100 %.
| Год  | Население, человек |
| ---- | ------------------ |
| 2002 | 71                 |
| 2014 | ↘ 27               |